# Káto Almyrí
Káto Almyrí (Kato Almyri) är en ort i Grekland.   Den ligger i prefekturen Nomós Korinthías och regionen Peloponnesos, i den sydöstra delen av landet, 60 km väster om huvudstaden Aten. Káto Almyrí ligger 1 meter över havet och antalet invånare är 703.
Terrängen runt Káto Almyrí är kuperad åt sydväst, men åt nordost är den platt. Havet är nära Káto Almyrí åt nordost. Runt Káto Almyrí är det glesbefolkat, med 15 invånare per kvadratkilometer. Närmaste större samhälle är Korinth, 11,1 km norr om Káto Almyrí. 